# Население Суринама

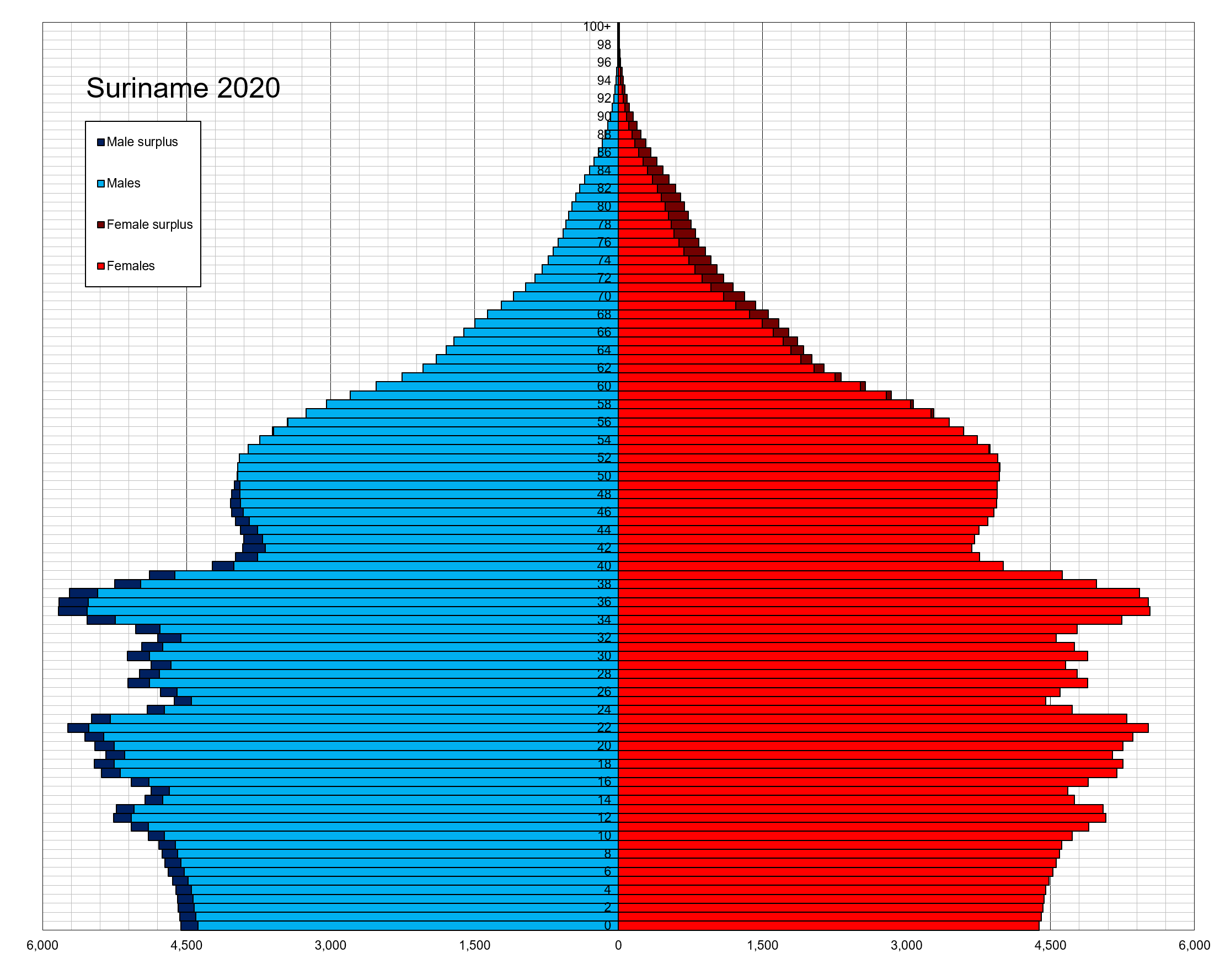
Возрастно-половая пирамида населения Суринама на 2020 год

Население Суринама составляет по разным оценкам от 400 до 600 тыс. человек.
В первое же время после предоставления стране независимости в 1974 в результате массовой эмиграции в бывшую метрополию (Нидерланды) и Германию, население страны уменьшилось на треть. В этническом плане имеется несколько основных групп, возникших в результате насильственной иммиграции, проводившейся колониальными властями с целью обеспечения плантаций рабочей силой — индонезийцы, китайцы, выходцы с Антильских островов, потомки африканцев.
Автохтонные индейские племена немногочисленны. Особой этнической группой являются так называемые «лесные негры» — потомки беглых рабов африканского происхождения, живущие изолированными сообществами в непроходимых лесах на юге страны и сохранившие уникальные язык и культуру. Разделение по этническому признаку в обществе весьма ощутимо и влияет на род занятий и имущественное положение граждан. Так, торговля практически монополизирована китайцами, мелкое производство — индонезийцами, а полиция почти полностью состоит из лиц африканского происхождения.
Население:
470,784 (на июль 2007)
Возрастная структура:

0-14 лет:

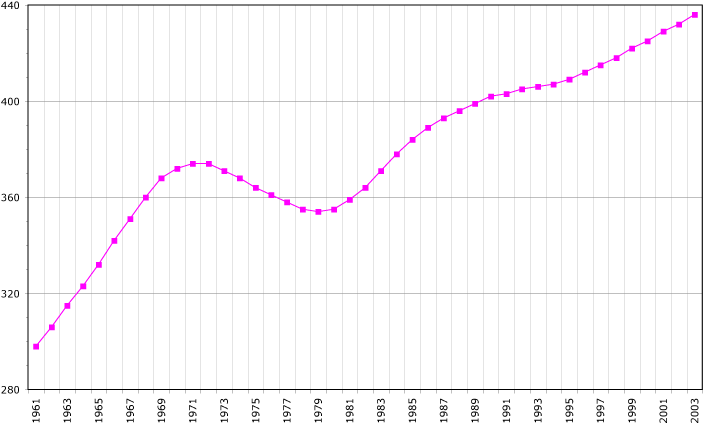
Население Суринама, данные ФАО, 2005 год; Количество жителей в тысячах.

32 % (мужчины 70,871; женщины 67,466)

15-64 лет:
62 % (мужчины 137,209; женщины 131,905)

65 лет и старше:
6 % (мужчины 10,907; женщины 12,945) (на 2000)
Годовой рост населения:
1,103 % (на 2007)
Рождаемость:
17.31/1,000 чел. населения (на 2007)
Смертность:
5.5 /1,000 чел. населения (на 2007)
Коэффициент миграции:
−0.78 /1,000 чел. населения (на 2007)
Соотношение полов:

при рождении:
1.05 мужчин/женщин

до 15 лет:
1.05 мужчин/женщин

15-64 лет:
1.04 мужчин/женщин

65 лет и старше:
0.84 мужчин/женщин

всего:
1.03 мужчин/женщин (на 2000)
Детская смертность:
20.11 смертей /1,000 выживших при рождении (на 2007)
Фертильность:
2.5 рождений на 1 женщину в фертильном возрасте (на 2000)
Этнические группы:
- Индийцы; потомки иммигрантов с севера Индии, последняя волна иммиграции была в конце XIX века. Большая часть — индуисты. Часть индийцев Суринама исповедует Ислам. 27 %,
- Мароны (переселенцы с африканского континента, в XVII и XVIII веках попали на территорию Суринама в качестве рабов) 21 %,
- Креолы (смешанная раса, потомки европейских поселенцев и африканцев) 16 %,
- Яванцы 14 % ,
- Смешанный 13 %,
- Индейцы 4 %,
- Китайцы 2 %,
- Белые 1 %,
- Другие 2 %

Религия:
Протестантизм — 26,8 % (по большей части последователи Моравской церкви), Индуизм — 22,3 %, Католицизм — 21,6 %, Ислам — 13,8 %, атеисты/неизвестно — 10,7 %, прочие — 4,7 %.
Языки:
Голландский (официальный), английский (разговорный), сранан-тонго (суринамский, обычно называемый таки-таки, распространен среди креолов и большей части молодежи), хиндустани (хинди-урду), яванский и португальский
Грамотность:

в возрасте 15 лет и старше умеют читать и писать (по переписи 2004 года)

все население:
90 %

мужчины:
92 %

женщины:
87 %